# 제29회 청룡영화상
제29회 청룡영화상은 2008년 11월 20일에 열린 시상식이다.

## 수상 및 후보

### 최우수 작품상
- 우리 생애 최고의 순간 - 임순례 수상
- 세븐 데이즈 - 원신연
- 좋은 놈, 나쁜 놈, 이상한 놈 - 김지운
- 추격자 - 나홍진
- 크로싱 - 김태균

### 감독상
- 좋은 놈, 나쁜 놈, 이상한 놈 - 김지운 수상
- 신기전 - 김유진
- 크로싱 - 김태균
- 세븐 데이즈 - 원신연
- 우리 생애 최고의 순간 - 임순례

### 남우주연상
- 추격자 - 김윤석 수상
- 아내가 결혼했다 - 김주혁
- 강철중: 공공의 적 1-1 - 설경구
- 좋은 놈, 나쁜 놈, 이상한 놈 - 송강호
- 좋은 놈, 나쁜 놈, 이상한 놈 - 이병헌
- 추격자 - 하정우

### 여우주연상
- 아내가 결혼했다 - 손예진 수상
- 미쓰 홍당무 - 공효진
- 세븐 데이즈 - 김윤진
- 우리 생애 최고의 순간 - 문소리
- 님은 먼곳에 - 수애

### 남우조연상
- 세븐 데이즈 - 박희순 수상
- 영화는 영화다 - 고창석
- 우리 생애 최고의 순간 - 엄태웅
- 식객 - 임원희
- 님은 먼곳에 - 정경호

### 여우조연상
- 우리 생애 최고의 순간 - 김지영 수상
- 세븐 데이즈 - 김미숙
- 무방비 도시 - 김해숙
- 다찌마와 리 - 악인이여 지옥행 급행열차를 타라! - 박시연
- 추격자 - 서영희

### 신인남우상
- 영화는 영화다 - 강지환 수상
- 영화는 영화다 - 소지섭 수상
- 강철중: 공공의 적 1-1 - 김남길
- 걸스카우트 - 류태준
- GP506 - 이영훈

### 신인여우상
- 용의주도 미스 신 - 한예슬 수상
- 미쓰 홍당무 - 서우
- 식객 - 이하나
- 신기전 - 한은정
- 미쓰 홍당무 - 황우슬혜

### 신인감독상
- 미쓰 홍당무 - 이경미 수상
- 추격자 - 나홍진
- 경축! 우리사랑 - 오점균
- 무방비 도시 - 이상기
- 영화는 영화다 - 장훈

### 촬영상
- 좋은 놈, 나쁜 놈, 이상한 놈 - 이모개 수상
- 고고70 - 김병서
- 모던 보이 - 김태경
- 추격자 - 이성제
- M - 홍경표

### 조명상
- 모던 보이 - 강대희 수상
- 고고70 - 신경만
- 좋은 놈, 나쁜 놈, 이상한 놈 - 오승철
- 추격자 - 이철오
- M - 최철수

### 음악상
- 님은 먼곳에 - 이병훈 수상
- 모던 보이 - 이재진
- 고고70 - 방준석
- 좋은 놈, 나쁜 놈, 이상한 놈 - 달파란
- 추격자 - 김준석 외1명

### 미술상
- 좋은 놈, 나쁜 놈, 이상한 놈 - 조화성 수상
- M - 유주호 외1명
- 모던 보이 - 조상경
- 님은 먼곳에 - 강승용
- 신기전 - 민언옥

### 기술상
- 모던 보이 - 인사이트비주얼 수상
- 좋은 놈, 나쁜 놈, 이상한 놈 - 김승한
- 추격자 - 김선민
- 세븐데이즈 - 신민경
- GP506 - 이창만

### 각본상
- 미쓰 홍당무 - 이경미 수상
- 추격자 - 나홍진
- 세븐데이즈 - 윤재구
- 우리 생애 최고의 순간 - 나현
- 아내가 결혼했다 - 송혜진

### 인기스타상
- 강철중: 공공의 적 1-1 - 설경구 수상
- 좋은 놈, 나쁜 놈, 이상한 놈 - 정우성 수상
- 6년째 연애중 - 김하늘 수상
- 아내가 결혼했다 - 손예진 수상

### 한국영화 최다관객상
- 좋은 놈, 나쁜 놈, 이상한 놈

### 명예 인기상
- 최진실 수상

### 베스트 커플상
- 아내가 결혼했다 - 손예진 수상
- 아내가 결혼했다 - 김주혁 수상

### 단편영화상
- 잔소리 - 최정열 수상